# Pallinsaari
Pallinsaari är en ö i Finland. Den ligger i sjön Kivijärvi och i kommunen Utajärvi i den ekonomiska regionen  Oulunkaari  och landskapet Norra Österbotten, i den centrala delen av landet, 500 km norr om huvudstaden Helsingfors. Öns area är 0,1 hektar och dess största längd är 50 meter i nord-sydlig riktning.